# Elevatie (liturgie)

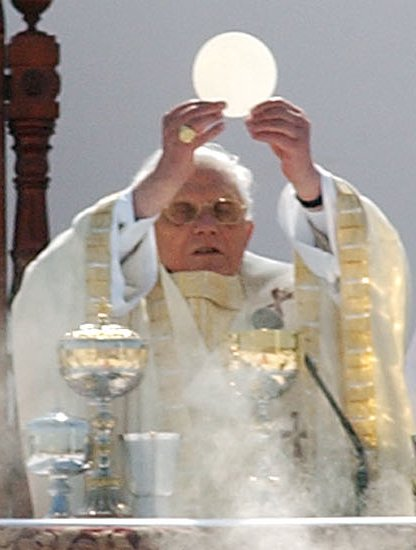
Paus Benedictus XVI heft de hostie op

Elevatie (elevationem in het Latijn) is een rituele handeling binnen het christendom. Het betekent letterlijk "opheffen".
In de Rooms-Katholieke Kerk heeft de handeling enkel zin, indien ze wordt uitgevoerd door een priester bij een eucharistieviering. Door het uitspreken van de instellingswoorden bij het eucharistisch gebed worden brood en wijn symbolisch in gedaante veranderd naar Lichaam en Bloed van Jezus Christus. Dit is de consecratie.

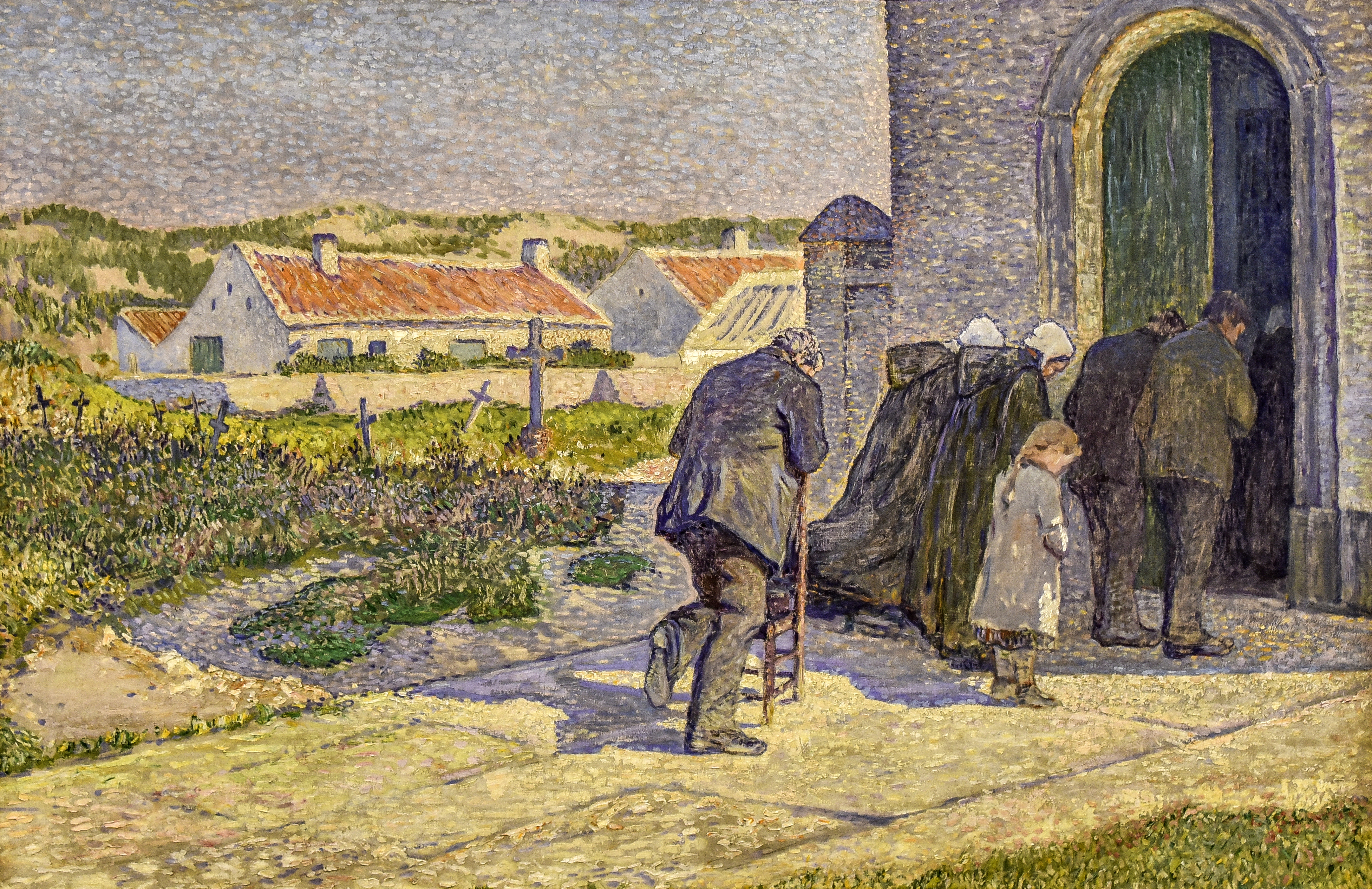
Tijdens de Elevatie door Anna Boch

Na de consecratie tot het Lichaam van Christus wordt de hostie opgeheven, en zichtbaar getoond aan de mensen. Het opheffen van de hostie wordt elevatie genoemd. Daarna volgt hetzelfde ritueel voor de kelk met wijn. Deze wordt eerst geconsacreerd tot het Bloed van Christus. Daarna wordt de kelk opgeheven en zichtbaar getoond aan de mensen.